# Alexander Wittek
Alexander Wittek (* 12. Oktober 1852 in Sisak; † 11. Mai 1894 in Graz) war ein österreichisch-ungarischer Architekt und Schachspieler.

## Leben

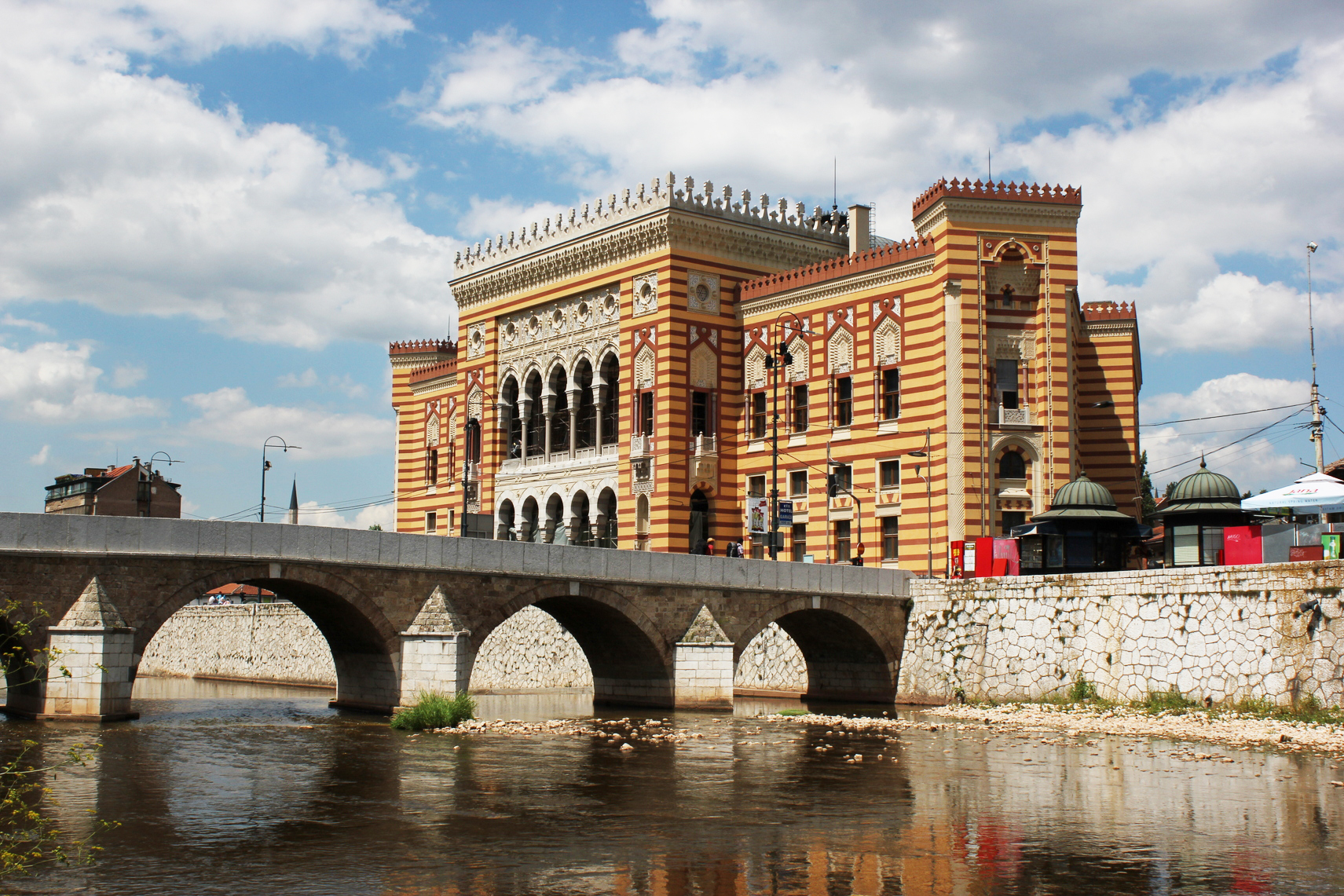
Das Rathaus von Sarajevo, konzipiert von Alexander Wittek

Wittek arbeitete hauptberuflich als Architekt in Bosnien und Herzegowina während der österreichisch-ungarischen Monarchie. Er konzipierte unter anderem das Rathaus von Sarajevo.
Wittek war auch ein Schachmeister: 1881 in Berlin errang er den geteilten 5.–6. Platz im 2. DSB-Kongress, Joseph Henry Blackburne gewann. Wittek errang außerdem im Turnier von Wien 1882 den 9. Platz (der noch „inoffizielle Weltmeister“ – der Weltmeister wurde erst ab 1886 verliehen – Wilhelm Steinitz und Simon Winawer gewannen.) Wittek starb in einem psychiatrischen Krankenhaus in Graz im Jahr 1894, nachdem man eine "paralytische Geisteskrankheit" diagnostizierte. Die Umstände des Todes sind umstritten: Eine Quelle besagt, dass Wittek Selbstmord begangen hat. Dagegen erklärt die Klinik von Graz, dass Wittek dort an Tuberkulose verstarb.